# Боди Милър
Самюъл Боди Милер (на английски: Samuel Bode Miller), известен само като Боди Милър (в България името е влязло, макар и неправилно като Боде Милър в някои спортни среди) е знаменит американски скиор, четирикратен световен шампион, олимпийски шампион и двукратен носител на Световната купа по ски алпийски дисциплини. Има общо пет медала от зимни олимпийски игри, четири титли за дисциплини в Световната купа и е един от двамата мъже, печелили по поне едно състезание във всичките четири дисциплини в един сезон. 
Като хоби, Милър спортува още голф, тенис, боулинг и футбол.

## Световна купа
Дебютира в Световната купа на 20 ноември 1997 година в Парк Сити, заемайки 11-о място в гигантския слалом. Печели първи подиум през декември 2000 г. във френския курорт Вал-д'Изер. На същите писти, само година по-късно, печели своята първа победа за Световната купа (гигантски слалом). 
Печели Големия кристален глобус за сезоните 2004/05 и 2007/08. Печели и Малкия кристален глобус в гигантския слалом през 2003/04, супер-гигантския слалом през 2004/05 и 2006/07 и в суперкомбинацията през 2007/08. 

## Световни първенства
Боди Милър участва на всички седем световни първенства от 1999 до 2011 година.
В Бийвър Крийк през 1999 завършва на 26-о място в супер-гигантския слалом, осемнадесето в гигантския слалом и осмо в слалома. 
В Санкт Антон през 2001 отпада в супер-гигантския слалом. 
В Санкт Мориц през 2003 печели титлите в гигантския слалом и комбинацията, сребърния медал в супер-гигантския слалом и завършва шести в слалома и шестнадесети в спускането. 
В Бормио през 2005 печели титлите в спускането и супер-гигантския слалом и не завършва в останалите три дисциплини. 
В Оре през 2007 завършва шести в суперкомбинацията, седми в спускането, петнадесети в гигантския слалом, 24-ти в супер-гигантския слалом и отпада в слалома. 
Във Вал д'Изер през 2009 заема осмото място в спускането и дванадесетото в супер-гигантския слалом. Отпада в останалите три дисциплини. 
В Гармиш-Партенкирхен през 2011 заема дванадесетото място в гигантския и супер-гигантския слалом, петнадесетото в спускането и отпада в суперкомбинацията. 

## Олимпийски игри
Боди Милър дебютира на зимни олимпийски игри в Нагано през 1998 година. Там участва в слалома и гигантския слалом, като отпада и в двете състезания. 
На Игрите в Солт Лейк Сити четири години по-късно печели сребърните медали в гигантския слалом и комбинацията и завършва на 24-то място в слалома. 
В Торино през 2006 заема петото място в спускането и шестото в гигантския слалом. Отпада в останалите три дисциплини. 
На Олимпиадата във Ванкувър през 2010 година печели титлата в суперкомбинацията, сребърен медал в супер-гигантския слалом и бронзов в спускането. Отпада в останалите две дисциплини. 